# Efterskolen Solbakken
Efterskolen Solbakken er en efterskole for ordblinde (dysleksi), herunder unge med stave-, skrive- og læsevanskeligheder samt indlæringsvanskeligheder.
Efterskolen Solbakken åbnede dørene for det første elevhold i 1974. Solbakken ligger ca. 5 km. øst for Skælskør i landsbyen Tjæreby. Eleverne er fordelt på seks bo-områder. Eleverne bliver fordelt helt tilfældigt og blandet (køn og alder). Der bor mellem 12 eller 13 elever i hvert bo-område og hvert område har 2 kontaktlærere tilknyttet. Det betyder altså at hver elev "deler" kontaktlærer med 5 eller 6 kammerater.
Der går 74 elever, fordelt på 9. og 10. klassetrin. 9. klasse er prøvefri. Eleverne undervises på fagligt niveau. Der er to lærere tilknyttet hvert hold.
Alle seks elevhuse blev gennemgribende nyrenoveret i 2018.

## Gammelelevdag
Gammelevdag ligger om lørdagen før Kr. Himmelfartsferien.
I 2014 da Efterskolen Solbakken fejrede 40 års-jubilæum i forbindelse med gammelelevdag var der en helt særlig gæst er inviteret.
Efterskolen fik nemlig besøg af Bubber. Grunden til at Bubber kom er fordi han selv ordblind.
Og da Efterskolen Solbakken fejrede 50 års-jubilæum i forbindelse med gammelelevdag var komiker Christian Fuhlendorff inviteret.